# Iraí Zílio
Iraí Zílio (Catanduvas, 18 de novembro de 1946) é um radialista, jornalista e político brasileiro.

## Vida
Filho de Anselmo Zílio e de Gentila Vitória G. Zílio. Casou com Clarisse Venturin Cílio.

## Carreira
Foi deputado à Assembleia Legislativa de Santa Catarina na 10ª legislatura (1983 — 1987) e na 11ª legislatura (1987 — 1991), eleito pelo Partido do Movimento Democrático Brasileiro (PMDB).